# Оркенський сільський округ
Орке́нський сільський округ (каз. Өркен ауылдық округі, рос. Оркенский сельский округ) — адміністративна одиниця у складі Аягозького району Абайської області Казахстану. Адміністративний центр та єдиний населений пункт — село Оркен.
Населення — 605 осіб (2021; 854 у 2009, 1008 у 1999, 1601 у 1989).
Станом на 1989 рік існувала Оркенська сільська рада (села Баканас, Оркен) колишнього Чубартауського району.

## Склад
До складу округу входять такі населені пункти:
| Населений пункт | Старі назви | Населення, осіб (1989) | Населення, осіб (1999) | Населення, осіб (2009) | Населення, осіб (2021) |
| --------------- | ----------- | ---------------------- | ---------------------- | ---------------------- | ---------------------- |
| Баканас, село   | -           | 134                    | -                      | -                      | -                      |
| Оркен, село     | -           | 1467                   | 1008                   | 854                    | 605                    |